# Epiclastopelma
Epiclastopelma là chi thực vật có hoa trong họ Acanthaceae.